# Sacculina
Sacculina é um género de cirrípedes do grupo Rhizocephala que agrupa espécies que são castradores parasíticos de caranguejos. Os adultos não apresentam qualquer semelhança morfológica com as cracas e outros cirrípedes, sendo apenas reconhecidos como tais pela forma das suas larvas, as quais seguem o padrão comum aos membros da classe Cirripedia. Dependendo da localização, a prevalência destes crustáceos parasitas nos caranguejos hospedeiros pode chegar a 50% do total de fêmeas em idade reprodutiva. Eles são  parte de um grupo de espécies que se tornaram infames por serem parasitas que dilatam o corpo dos hospedeiros, geralmente outros crustáceos.